# ニコロ・メリ
ニコロ・メリ (Nicolò Melli, 1991年1月26日 - ) は、イタリア、レッジョ・エミリア出身のプロバスケットボール選手。ポジションはパワーフォワード。

## 来歴

### NBA以前
イタリアで生まれ育ったメリは、ヨーロッパの数々のプロチームで活躍する。各地のプロリーグで多くの優勝を成し遂げるなど結果を残した。

### ニューオーリンズ・ペリカンズ（2019-2021）
2019年7月25日、ニューオーリンズ・ペリカンズと契約し、29歳にして初めてNBAでプレーすることとなった。開幕戦となった2019年10月22日のトロント・ラプターズ戦でNBAデビューし、14得点を記録した。の2020年2月12日、怪我のディアンドレ・エイトンに代わりオールスターウィークエンドのライジング・スターズ・チャレンジに選出された。

### ヨーロッパ復帰（2021-）
2024年6月25日、2017年から2019年まで在籍していた、ユーロリーグとBSLに所属するフェネルバフチェへの復帰が発表された。

## 人物
- イタリアとアメリカ合衆国の二重国籍だが、初めてアメリカを訪れたのは16歳の時で、英語はあまり上手く話せないという。[要出典]